# Roelant Savery
Roelant Savery (1576 - cremado em 25 de fevereiro de 1639) foi um pintor holandês. Entre seus trabalhos mais conhecidos estão várias representações do hoje extinto dodô pintadas entre 1611 e 1628. Seu sobrinho Jan Savery também tornou-se conhecido por suas pinturas de dodôs (incluindo a famosa ilustração feita em 1651 e atualmente abrigada no Museu de História Natural da Universidade de Oxford), que ele provavelmente copiou de obras de seu tio.